# Meritjleri
Meritjleri (bulgariska: Меричлери) är ett distrikt i Bulgarien.   Det ligger i kommunen Obsjtina Dimitrovgrad och regionen Chaskovo, i den östra delen av landet, 300 km öster om huvudstaden Sofia.
Trakten runt Meritjleri består till största delen av jordbruksmark. Runt Meritjleri är det glesbefolkat, med 20 invånare per kvadratkilometer.